# Alfred Lorenzer
Karl Alfred Lorenzer (* 8. April 1922 in Ulm; † 26. Juni 2002 bei Perugia, Italien) war ein deutscher Psychoanalytiker und Soziologe. Lorenzer gilt als Pionier einer interdisziplinären Psychoanalyse, da er stets sowohl psychologische als auch biologische und soziologische Dimensionen in der Wissenschaft vom Menschen, insbesondere der Psychoanalyse, berücksichtigt wissen wollte.

## Biographie
Alfred Lorenzer wurde 1922 in Ulm geboren, wo er auch zur Schule ging. Er beantragte am 28. Mai 1941 die Aufnahme in die NSDAP und wurde zum 1. September desselben Jahres aufgenommen (Mitgliedsnummer 8.600.647).
Nach seinem Abitur begann er ein Architekturstudium, wechselte aber bald zur Medizin. Lorenzer spezialisierte sich nach seinem Examen auf das Gebiet der Psychiatrie, promovierte 1954 in Tübingen bei Ernst Kretschmer und wandte sich bereits dort als Oberarzt der Psychoanalyse zu. Von 1960 bis 1963 arbeitete er an der von Alexander Mitscherlich geleiteten psychosomatischen Klinik der Universität Heidelberg, wo er sich psychoanalytisch ausbilden ließ, anschließend von 1963 bis 1969 in Frankfurt am Sigmund-Freud-Institut, dessen Leitung Mitscherlich übernommen hatte. Hier tat Lorenzer die entscheidenden Schritte zur Entwicklung seines eigenen theoretischen Ansatzes, einer Verknüpfung von Psychoanalyse und Soziologie, und habilitierte sich 1969 an der philosophischen Fakultät der Frankfurter Universität für Psychologie, insbesondere Psychoanalyse und Sozialpsychologie.
1971 auf eine Professur für Sozialpsychologie in Bremen berufen, kehrte Lorenzer 1974 nach Frankfurt zurück und übernahm an der Universität einen Lehrstuhl für Soziologie mit dem Schwerpunkt Sozialisationstheorie. Bis 1992 war er als Lehr- und Kontrollanalytiker tätig. Seit 1990 durch schwere Krankheit massiv eingeschränkt, starb Alfred Lorenzer am 26. Juni 2002 in seinem Sommerhaus in Umbrien. Zu seinen Schülern zählt unter anderem der Sozialpsychologe Bernard Görlich.

## Werk
Grenzüberschreitungen, wie sie sich in Lorenzers Biographie zeigen, prägten auch seine wissenschaftliche Arbeit. Bereits in seiner Dissertation hinterfragte er das Verhältnis von Anlage und Sozialisationseinfluss. Seinen weiteren Weg bis in die 1970er Jahre skizzierte Lorenzer selbst:

„Ich hatte eine Reihe von Jahren Psychiatrie hinter mir, hatte sie aber verlassen und die psychoanalytische Ausbildung durchlaufen, weil die Psychiatrie so gänzlich ratlos den großen Traumen jener Zeit gegenüberstand. Begierig, das Rätsel der traumatischen Neurose in der Psychoanalyse gelöst zu finden, stieß ich da bald auf eine Grenze, von der mir klar wurde: nur in der Öffnung der Psychoanalyse zur Kritischen Theorie konnte die Lösung gefunden werden.“

Bedeutsam war besonders die Begegnung mit Klaus Horn; in ihm fand er einen anregenden Diskussionspartner und Freund. Beide verband das wissenschaftliche Engagement für eine analytische Sozialpsychologie. Wichtig waren auch die Diskussionen mit anderen Wissenschaftlern am Sigmund-Freud-Institut, darunter auch Jürgen Habermas. Lorenzer stellte dort den Entwurf seiner Habilitationsschrift vor, auf den sich etwa Habermas in Erkenntnis und Interesse bezieht. 1970 erschien Lorenzers Untersuchung, aufgeteilt auf zwei Bücher: Kritik des psychoanalytischen Symbolbegriffs und Sprachzerstörung und Rekonstruktion.
Lorenzers Werk lässt sich grob in drei Epochen gliedern: Die frühen Schriften zur Traumatheorie (Aufsätze ca. 1966–1969 sowie 1972), die mittlere Epoche, die der Ausarbeitung seiner Metatheorie der Psychoanalyse gewidmet war (Publikationen 1970–1974), sowie die Epoche seiner kulturanalytischen Studien (ab 1981).

### Frühe Schriften zur Traumatheorie
In der deutschen Psychoanalyse der 1960er Jahre herrschte allgemein ein tiefes Schweigen hinsichtlich der Traumathematik, obwohl die Folgen der vom Nationalsozialismus verursachten traumatischen Erfahrungen allgegenwärtig waren. Die frühen Schriften Lorenzers bilden hier eine erstaunliche Ausnahme. Werner Bohleber schreibt dazu:

„Seine Arbeiten stehen wie ein Solitär in der Landschaft der deutschen Psychoanalyse. Kaum einer von den deutschen Psychoanalytikern hat sich zu dieser Zeit mit dem Trauma und seiner massenhaften Verbreitung in der deutschen Bevölkerung befasst[.]“

Als einer der ersten überhaupt, und als lange Zeit einziger deutscher Psychoanalytiker befasste sich Lorenzer auch mit den Folgen des Holocaust. Dabei ging es ihm darum, zu verstehen, wie sich äußere Einwirkungen in innere Strukturen bzw. Strukturzerstörungen umsetzen. Anhand dieser Frage erkannte er, dass die Psychoanalyse allein aufgrund ihres besonderen Verfahrens wie auch ihres besonderen Blickwinkels nicht in der Lage sei, das Verhältnis von sozialer und seelischer Wirklichkeit angemessen zu erfassen. Die Beschränkung auf Dynamik und Struktur der innerseelischen Wirklichkeit mache, so folgerte er, eine Metatheorie notwendig, über die ein interdisziplinärer Diskurs mit den Sozialwissenschaften möglich wird.

### Schriften zur Metatheorie der Psychoanalyse
Der Entwicklung dieser Metatheorie der Psychoanalyse und der Anbindung des psychoanalytischen an den sozialwissenschaftlichen und humanwissenschaftlichen Diskurs ist Lorenzers Hauptwerk gewidmet, das in seinen Buchpublikationen zwischen 1970 und 1974 entfaltet ist. Die Arbeiten in dieser Phase sind noch einmal gegliedert in Untersuchungen zur Psychoanalyse als kritisch-hermeneutischem Verfahren, zum Gegenstand der Psychoanalyse sowie zum erkenntnistheoretischen Status psychoanalytischer Erkenntnis.

#### Psychoanalyse als kritisch-hermeneutisches Verfahren
Lorenzers Erkenntnisinteresse richtete sich auf Formen beschädigten Lebens, wobei er den Zusammenhang von Trieb und Gesellschaft, Sinnlichkeit und Beziehung ins Zentrum rückte. So setzt er einem idealistisch verkürzten Verständnis der Psychoanalyse entgegen:

„Motor des psychoanalytischen Erkenntnisprozesses ist daher nicht das Interesse an Selbstreflexion, sondern sinnlich erfahrbares Leiden, das nach Aufhebung verlangt. […] Psychoanalyse als kritisch-hermeneutisches Verfahren bezieht ihren Impuls aus der unerträglichen realen Lage der Subjekte, sie lebt vom ‚Widerspruch‘ und zielt auch auf nichts anderes […] als darauf, blind erfahrene Widerspruchskonsequenzen in bewußte Erfahrung zu verwandeln.“

Ergebnis von Lorenzers Intention, Psychoanalyse als „Kritische Theorie des Subjekts“ zu reformulieren, ist seine Theorie der Interaktionsformen: Aus den leiblichen Prozessen der Bedürfnisbefriedigung entstehen im sozialen Zusammenspiel der frühen Kindheit für die Persönlichkeit formbildende Interaktionsmuster. Diese werden mit der Einholung in Sprache später sowohl in ein Netz allgemeiner Regeln eingebunden (und damit vergesellschaftet), als auch dem Subjekt symbolisch verfügbar, der Reflexion zugänglich. Kommt es nicht zur Verbindung zwischen Verhaltensformel und Sprache, oder wird diese Verbindung später im Konflikt zerstört, entstehen neurotische Deformationen, deren Sinn der Analytiker mit „szenischem Verstehen“ erfassen, und die er gemeinsam mit dem Patienten bearbeiten kann.

#### Gegenstände der Psychoanalyse
Lorenzer betonte die Unterscheidung zwischen dem Untersuchungsgegenstand der Psychoanalyse und ihrem Erkenntnisgegenstand. Der Untersuchungsgegenstand ist die „Erzählung“, konkrete Erlebnisschilderungen. Diese bilden das psychologische Fundament, die Datenbasis, von der aus sich die Psychoanalyse ihrem Erkenntnisgegenstand nähert.
Der „psychoanalytische Erkenntnisgegenstand“, wird von Lorenzer unter Berufung auf Freud als zwischen anatomischer Neurophysiologie und sozialwissenschaftlicher Handlungstheorie stehend, und beiden Erkenntnissystemen zugehörig, beschrieben. Es gehe der Psychoanalyse einerseits um intime Konflikte und zwischenmenschliche Beziehungsfiguren, andererseits aber ebenso um „leiblich unmittelbare Erlebnisengramme“, „neuronale Formeln“ und die „genetische Verankerung in Triebschicksalen“, was die unaufhebbare Zwischenstellung der Psychoanalyse zwischen Soziologie und Neurologie konstituiere.
Demnach ist die Struktur der Psychoanalyse von einer doppelten Spannung geprägt:

„1. von der Spannung zwischen dem Untersuchungs- und dem Erkenntnisgegenstand, und
2. innerhalb des Erkenntnisgegenstandes von der Spannung zwischen Sozialwissenschaft und Physiologie.“

### Psychoanalyse und Kulturtheorie
Im letzten Jahrzehnt seiner wissenschaftlichen Arbeit galt Lorenzers besonderes Interesse dem Feld sinnlich-symbolischen Ausdrucks, dem Bereich der kulturellen Symbole – besonders Bilder, Klänge und Literatur –, in dem neue, gesellschaftlich nicht zugelassene Erlebensweisen zur Debatte gestellt werden. Szenisches Verstehen für Kulturanalysen nutzbar zu machen, war sein Anliegen unter anderem in dem Buch Das Konzil der Buchhalter (1981). Mit dem umfangreichen Aufsatz Tiefenhermeneutische Kulturanalyse reichte er hierfür 1986 die methodologische Grundlegung nach und schilderte seinen Ansatz, den er auch als psychoanalytisch-tiefenhermeneutisch bezeichnete, in Abgrenzung von der klassischen psychoanalytischen Literaturinterpretation: „Es geht um den verborgenen Sinn eines literarischen Textes“.
Zugleich faszinierten Lorenzer die Ergebnisse aktueller neurophysiologischer Forschungen, durch die er sich Klärung und materiale Grundlegung für viele Fragestellungen der psychoanalytischen Metatheorie erhoffte, wie er schon bei Freud die „Hoffnung auf eine zukünftige neurophysiologische Formulierung der Seelenprozesse“ festgestellt hatte. Seine Mitte der 1980er Jahre in Costa Rica gehaltene Vorlesungsreihe, in der er diesen Fragestellungen breiten Raum einräumte, ist unter dem Titel Die Sprache, der Sinn, das Unbewußte 2002 kurz vor seinem Tod erschienen.

## Einfluss und Kritik
In den 1970er Jahren waren Lorenzers Werke unter Soziologen und auch Philosophen sehr anerkannt. In der Psychoanalyse allerdings war die Rezeption sehr zögerlich, und als Lorenzer aufgrund seiner schweren Erkrankung nicht länger aktiv am wissenschaftlichen Diskurs teilnehmen konnte, verloren seine Werke sehr an Einfluss.
Lorenzer wurde vorgeworfen, dass seine Werke zu abstrakt und schwer verständlich seien und für die psychoanalytische Klinik zu wenig relevant. Dabei wurde allerdings übersehen, dass Lorenzers Anspruch interdisziplinär war, was einen höheren Abstraktionsgrad erforderlich machte.
In neuerer Zeit haben sich mit Siegfried Zepf und Dietmut Niedecken zwei Autoren hervorgetan, die an Lorenzers Werk anknüpfen und es auf je unterschiedliche Art und Weise fortsetzen. Zepf hat in seinem umfassenden Lehrwerk Allgemeine psychoanalytische Neurosenlehre, Psychosomatik und Sozialpsychologie (2000, 2006) die Theorie der Interaktionsformen Lorenzers fortgeführt und kritisch ergänzt. Dabei geht es ihm um eine Neubestimmung der metapsychologischen Termini der Psychoanalyse im Lichte der Interaktionstheorie Lorenzers sowie um eine Ausarbeitung ihrer klinischen Relevanz. Niedeckens Ansatz ist ein anderer. Sie nimmt sich Außenseiterthemen an: Geistige Behinderung und das, was bei Freud „das Okkulte“ heißt. Und sie zeigt, wie Lorenzers Theorie in solchen Tabuthemen neue Orientierung zu schaffen vermag.

## Werke
- Kritik des psychoanalytischen Symbolbegriffs. Suhrkamp, Frankfurt am Main 1970.
- Sprachzerstörung und Rekonstruktion. Vorarbeiten zu einer Metatheorie der Psychoanalyse. Frankfurt am Main 1970.
- Zur Begründung einer materialistischen Sozialisationstheorie. Suhrkamp, Frankfurt am Main 1972.
- Über den Gegenstand der Psychoanalyse oder: Sprache und Interaktion. Suhrkamp, Frankfurt am Main 1973.
- Die Wahrheit der psychoanalytischen Erkenntnis. Ein historisch-materialistischer Entwurf. Suhrkamp, Frankfurt am Main 1974.
- Sprachspiel und Interaktionsformen. Suhrkamp, Frankfurt am Main 1977, ISBN 3-518-07681-7.
- Das Konzil der Buchhalter. Die Zerstörung der Sinnlichkeit. Eine Religionskritik. Europäische Verlagsanstalt, Frankfurt am Main 1981, ISBN 3-434-00435-1.
- Intimität und soziales Leid. Archäologie der Psychoanalyse. S. Fischer, Frankfurt am Main 1984, ISBN 3-10-045306-9.
- Die Sprache, der Sinn, das Unbewußte. Psychoanalytisches Grundverständnis und Neurowissenschaften. Hrsg. von Ulrike Prokop. Klett-Cotta, Stuttgart 2002, ISBN 3-608-94354-4.
- Szenisches Verstehen. Zur Erkenntnis des Unbewußten. Hrsg. von Ulrike Prokop und Bernard Görlich. Tectum, Marburg 2006, ISBN 3-8288-8934-4.